# Dirk Bach
Dirk Bach (Colonia, 23 de abril de 1961-Berlín, 1 de octubre de 2012) fue un actor de comedia de la televisión alemana, más conocido como coanfitrión de Ich bin ein Star - Holt mich hier raus! («Soy una estrella - Sácame de aquí!»).

## Carrera
Después de la escuela, Bach trabajó en teatros de Ámsterdam, Bruselas, Londres, Nueva York, Utrecht y Viena. En 1992 fue parte del grupo de teatro de Colonia, el Schauspielhaus y apareció en el canal de televisión alemana, RTL, en Dirk Bach Show. Bach actuó en Lukas (1996-2001) en el canal de televisión alemán ZDF, por el que recibió el premio Telestar (1996), el Premio de la comedia alemana (1999) y la Goldene Kamera (2001).

## Muerte
Bach murió el 1 de octubre de 2012 en Berlín a la edad de 51 años.

## Televisión
- 1983: Kiez / Kiez - Aufstieg und Fall eines Luden
- 1984: Im Himmel ist die Hölle los / Hullygully in Käseburg
- 1986: Kir Royal (TV series)
- 1988: Krieg der Töne (TV experimental film)
- 1989: Im Jahr der Schildkröte
- 1993: Kein Pardon
- 1994: Die Weltings vom Hauptbahnhof - Scheidung auf Kölsch (TV series)
- 1994: Drei zum Verlieben (TV series)
- 1995: Nich' mit Leo
- 1995: Marys verrücktes Krankenhaus (TV series)
- 1996: Lukas (TV series)
- 1997: Rendezvous des Todes (TV)
- 1998: Frau Rettich, die Czerni und ich
- 1998: Varell & Decker (TV series)
- 1999: Zum Sterben schön (TV)
- 2001: Das Rätsel des blutroten Rubins (TV)
- 2001: Der Mann, den sie nicht lieben durfte (TV)
- 2002: Der kleine Mönch (TV series)
- 2003: Karlchens Parade
- 2003: Crazy Race 2 – Warum die Mauer wirklich fiel (TV)
- 2003: Suche impotenten Mann für's Leben
- 2005: Popp Dich schlank! (TV)
- 2005: Urmel aus dem Eis (TV)
- 2006: Zwei zum Fressen gern (TV)
- 2006: Crazy Race 3 – Sie knacken jedes Schloss (TV)
- 2007: Die ProSieben Märchenstunde - Des Kaisers neue Kleider
- 2009: Einfach Bach
- 2010: Teufel Gott und Kaiser - Nibelungenfestspiele Worms - 16.07.2010 bis 1.8.2010
- 2011: Die ARGE Talk Show (Donnerstag Nacht)
- 2011: Bauernfrühstück – der Film
- 2012: Online 2, recargados. Con la colaboración de BeBe (Adrian)